# Tupolev Tu-22M
Tupolev Tu-22M (numit și Tupolev Tu-26, NATO: "Backfire") este un bombardier și avion de patrulare maritim supersonic, cu aripi cu geometrie variabilă, cu rază de acțiune lungă construit în Uniunea Sovietică de către firma Tupolev.
Proiectat după versiunea Tu-22 cu aripi fixe, Tu-22M a fost construit cu aripi cu geometrie variabilă, motoare mai puternice, și admisii la motoare similare celor de pe avioanele de vânătoare, primul zbor având loc în 1975. 
Tu-22M poate transporta 6 rachete Kh-15 în interiorul fuzelajului, sau două rachete Kh-22 sub fuzelaj. 
Aproximativ 280 de aparate sunt în serviciu, majoritatea pentru marina rusă, funcționând ca avion de patrulare maritimă.  

## Specificații
Firma Producătoare: Biroul de proiectare Tupolev 
Țara de origine: Uniunea Sovietică 
- Misiune: Bombardier
- Echipaj: 4 oameni
- Anul: 1975
- Motoare: 2 turboreactoare cu dublu flux și postcombustie Kuznetsov NK-25, 18350+ kg fiecare
- Dimensiuni: 
  - Anvergură: 
    - aripi depliate - 34,28 m
    - aripi pliate - 23,3 m

  - Lungime: 42,46 m
  - Înălțime: 11,05 m
  - Greutate: gol - 40000 kg, încărcătură maximă - 93000 kg
- Plafon: 14545 m
- Viteza: 2000 km/h
- Raza de acțiune: 12000 km
- Armament: Un tun de bord GSh-23 cal. 23mm, plus 17500 kg de încărcătură incluzând rachete Kh-15, Kh-22/27, bombe și mine marine.